# Porlieria hygrometra
Porlieria hygrometra är en pockenholtsväxtart som beskrevs av Ruiz & Pav.. Porlieria hygrometra ingår i släktet Porlieria och familjen pockenholtsväxter. Inga underarter finns listade i Catalogue of Life.